# Erich Engel

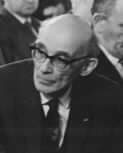
Erich Engel, 1962

Erich Gustav Otto Engel (* 14. Februar 1891 in Hamburg; † 10. Mai 1966 in Berlin) war ein deutscher Film- und Theaterregisseur. Auch in Nachschlagewerken wird Erich Engel gelegentlich mit dem Lustspiel- und Kriminalfilmregisseur Erich Engels verwechselt.

## Leben
Erich Engel war der Sohn eines Kaufmanns. Er absolvierte ein Jahr lang eine Lehre in einer Kaffeegroßhandlung und besuchte die Kunstgewerbeschule in Hamburg. Nach dem Abschluss arbeitete er kurz als Journalist. Am Thalia-Theater in Hamburg durchlief er von 1909 bis 1911 die Schauspielausbildung an der Schauspielschule von Leopold Jessner.
Einige Jahre verbrachte er auf Wanderbühnen, bis er 1914 einberufen wurde. Da er nach einer schweren Krankheit felddienstuntauglich war, leistete er seinen Dienst in der Schreibstube des Hamburger Militärlazaretts. In den Jahren 1917 und 1918 war Engel Dramaturg am Schauspielhaus, 1918 bis 1921 an den Hamburger Kammerspielen, dort auch Regisseur.
1922 siedelte er nach München über, wo er Bertolt Brecht und Caspar Neher kennenlernte. Nach einem kurzen Engagement am Bayerischen Staatstheater in München und einem ersten Erfolg mit Scherz, Satire, Ironie und tiefere Bedeutung zog er 1924 nach Berlin. Er inszenierte am Deutschen Theater unter anderem Bertolt Brechts Im Dickicht der Städte. Engel wurde mit Fritz Kortner als Hauptdarsteller früh einer der wichtigsten Brecht-Interpretatoren auf deutschen Bühnen.
Seinen Durchbruch schaffte Engel mit Brechts Dreigroschenoper, deren Premiere er am 31. August 1928 im Theater am Schiffbauerdamm in Szene setzte. Brecht lebte ab 1924 in Berlin, wo 1928 die Dreigroschenoper entstand. Engel wohnte in der Künstlerkolonie Wilmersdorf.

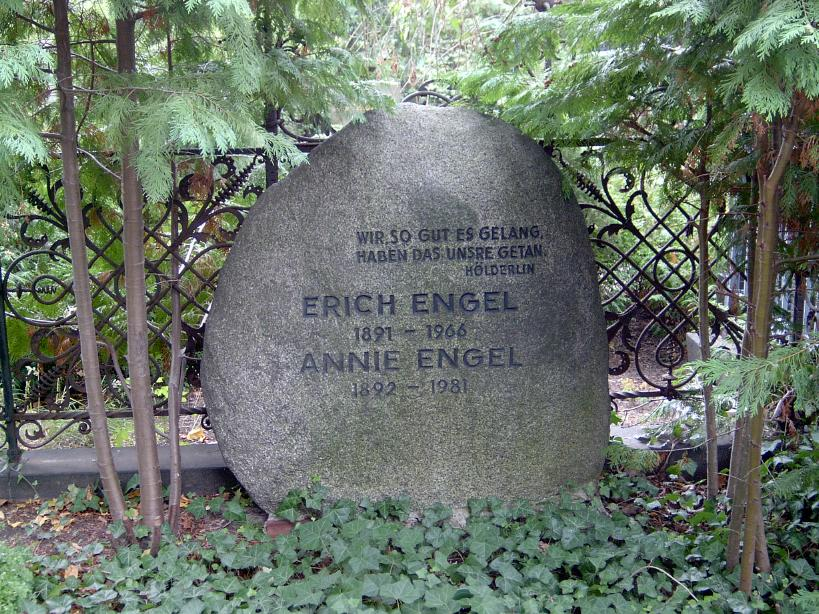
Grab von Erich Engel auf dem Dorotheenstädtischen Friedhof in Berlin.

1930 begann Engel auch Filme zu inszenieren. Während der Zeit des Nationalsozialismus drehte er zahlreiche Filme für die UFA. Um  von den Nationalsozialisten nicht für Propagandafilme geholt zu werden, führte er Regie bei Lustspielen; Ironie und Anzüglichkeiten waren das Hauptthema. Zu Darstellern seiner frühen Filme gehörten Jenny Jugo (Fünf von der Jazzband, 1932), Gustav Waldau in Unser Fräulein Doktor (1940) und Otto Gebühr in Viel Lärm um Nixi (1942). In diesen Jahren war Theo Mackeben ein ständiger Begleiter als Komponist und musikalischer Leiter für Engels Filme. Daneben war er weiterhin als Regisseur am Berliner Deutschen Theater engagiert.
In Wien produzierte er 1935 den Film … nur ein Komödiant mit Rudolf Forster in einer Doppelrolle. Der in der Zeit des Rokoko angesiedelte Film trat gegen Militarismus und Autoritarismus auf, erkennbar unter anderem in einer Szene, in der ein Militär-„Hauptmann“ dem „Staatsminister“ den Befehl zur Erschießung rebellierender Untertanen aufgrund von Gewissensbissen verweigert. Wohl wegen der Zeit, in der er angesiedelt war, weshalb die Positionierung des Films nicht offensichtlich erkennbar war, entging der Film sowohl der österreichischen als auch der deutschen Zensur.
Ende der 1930er Jahre schuf Engel am Deutschen Theater bahnbrechende Shakespeare-Aufführungen wie Maß für Maß (1935), Coriolan (1937), Der Sturm (1938) und Othello (1939, mit Ewald Balser).

## Nach dem Zweiten Weltkrieg
Von 1945 bis 1947 war er Intendant der Münchner Kammerspiele, doch ab 1949 lebte und arbeitete er in der DDR. So entstanden unter seiner Regie u. a. für die DEFA die Filme Affaire Blum (1948) mit Hans-Christian Blech und Gisela Trowe und Der Biberpelz (1949) mit Fita Benkhoff. Sein Plan, bei der DEFA auch das Stück Mutter Courage und ihre Kinder von Bertolt Brecht zu verfilmen, zerschlug sich wegen künstlerischer Differenzen bei der Gestaltung des Drehbuchs. Engel drehte daraufhin für die Hamburger Firma Real-Film unter anderem die Komödie Kommen Sie am Ersten (1951) mit Inge Meysel. Er führte aber auch für Artur Brauner in West-Berlin Regie.
Engel war mit Anna Triebel verheiratet; sie hatten zwei Söhne. Seit Ende der 1920er Jahre bis Mitte der 1930er Jahre lebte Engel mit Sonja Okun (1899–1944) zusammen, die 1943 ins KZ Theresienstadt deportiert wurde. Sein Sohn Thomas Engel (1922–2015) war ebenfalls Regisseur (u. a. ARD Tatort) und Drehbuchautor. Mit ihm zusammen drehte er Pünktchen und Anton (1953).
Später drehte Engel auch wieder für die DEFA. Mit Geschwader Fledermaus (1958) bezog er Stellung gegen den französischen Kolonialkrieg in Vietnam. In seinem Nachlass fanden sich auch Gedanken für eine Verfilmung des Kapital von Karl Marx.
Als Oberspielleiter in Brechts Berliner Ensemble kehrte Engel wieder zurück an den Schiffbauerdamm. So führte er nach dem Tod Brechts dessen geplante Aufführung von Leben des Galilei mit dem Choreografen Jean Soubeyran 1957 zur Premiere. Er starb 1966 in Berlin. Sein Grab befindet sich auf dem Dorotheenstädtischen Friedhof in Berlin. Der Lyriker Jens Gerlach widmete ihm in Dorotheenstädtische Monologe ein Gedicht.
Der schriftliche Nachlass Engels befindet sich im Archiv der Akademie der Künste in Berlin.

## Auszeichnungen
- 1949 erhielt er für seinen DEFA-Film Affaire Blum und 1957 für die Inszenierung von Bertolt Brechts Leben des Galilei sowie seinen Anteil an der Entwicklung der deutschen Theater- und Filmkunst den Nationalpreis der DDR II. Klasse.[4][5]
- 1961 wurde er anlässlich seines 70. Geburtstages mit dem Vaterländischen Verdienstorden in Silber ausgezeichnet.[6]
- 1965: Orden Banner der Arbeit

## Filmografie
- 1922: Mysterien eines Frisiersalons – gemeinsame Regie mit Bertolt Brecht
- 1931: Wer nimmt die Liebe ernst?
- 1932: Fünf von der Jazzband
- 1933: Inge und die Millionen
- 1934: Pechmarie
- 1934: Hohe Schule
- 1935: … nur ein Komödiant
- 1935: Pygmalion
- 1936: Die Nacht mit dem Kaiser
- 1936: Ein Hochzeitstraum
- 1936: Mädchenjahre einer Königin
- 1937: Gefährliches Spiel
- 1938: Der Maulkorb
- 1939: Ein hoffnungsloser Fall
- 1939: Hotel Sacher
- 1939: Nanette
- 1939: Der Weg zu Isabel
- 1940: Unser Fräulein Doktor
- 1941: Viel Lärm um Nixi
- 1942: Sommerliebe
- 1943: Altes Herz wird wieder jung
- 1943: Man rede mir nicht von Liebe
- 1944: Es lebe die Liebe
- 1944/48: Fahrt ins Glück
- 1945: Wo ist Herr Belling? (unvollendet)
- 1948: Affaire Blum
- 1949: Der Biberpelz
- 1950: Land der Sehnsucht
- 1951: Das seltsame Leben des Herrn Bruggs
- 1951: Kommen Sie am Ersten
- 1952: Die Stimme des Anderen
- 1952: Der fröhliche Weinberg
- 1954: Der Mann meines Lebens
- 1955: Du bist die Richtige
- 1955: Liebe ohne Illusion
- 1955: Vor Gott und den Menschen
- 1957: Mutter Courage und ihre Kinder (Theateraufzeichnung)
- 1958: Geschwader Fledermaus
- 1966: Die Ermittlung (Theateraufzeichnung)

## Theater
- 1919: F. M. Hübner: Das Herzwunder (Hamburg, Kammerspiele) M: Paul Dessau
- 1919: H. Mann: Die Schauspielerin (Hamburg, Kammerspiele)
- 1919: R. Goering: Seeschlacht (Hamburg, Kammerspiele)
- 1919:

A. Strindberg: Totentanz II (Hamburg, Kammerspiele)
H. Kahn: Der Ring (Hamburg, Kammerspiele)
E. A. Hermann: Das Gottestkind (Hamburg, Kammerspiel)
- 1920:

G. Kaiser: Gas I (Hamburg, Kammerspiele)
W. von Scholz: Doppelkopf Groteske für Marionetten (Hamburg, Kammerspiele)
P. Kornfeld: Die Verführung (Hamburg, Kammerspiele)
G. Kaiser: Juana (Hamburg, Kammerspiele)
R. J. v. Gorsleben: Der Freibeuter (Hamburg, Kammerspiele)
E. Toller: Die Wandlung (Hamburg, Kammerspiele)
G. Kaiser: Gas II (Hamburg, Kammerspiele)
C. Goetz: Menagiere (Hamburg, Curio-Haus, Gastspiel Kammerspiele)
J. Scherek: Wahn (Hamburg, Komödienhaus)
- 1921:

A. Goetz: Laljah Altona, Stadttheater
P. Kornfeld: Himmel und Hölle (Hamburg, Kammerspiele)
O. Zoff: Kerker und Erlösung (Hamburg, Kammerspiele)
H. Mann/F. Wedekind: Der Tyrann/Die Unschuldige und Die Zensur (Hamburg, Kammerspiele)
P. Kornfeld: Die Verführung (München, Kammerspiele)
H. Johst: Der König (Hamburg, Kammerspiele)
F. Wedekind: König Nicolo (Hamburg, Kammerspiele)
- 1922:

W. Shakespeare: Hamlet (München, Prinzregententheater)
Ch. D. Grabbe: Scherz, Satire, Ironie und tiefere Bedeutung (München, Künstlertheater)
C. Sternheim: Snob (München, Residenztheater)
W. Shakespeare: Julius Caesar (München, Prinzregententheater)
- 1923:

B. Brecht: Im Dickicht der Städte (München, Prinzregententheater)
W. Shakespeare: Maß für Maß (München, Künstlertheater)
W. Shakespeare: Macbeth (München, Prinzregententheater)
C. D. Grabbe: Scherz, Satire, Ironie und tiefere Bedeutung (Berlin, Deutsches Theater) (mit F. Kortner)
- 1924:

G. Büchner: Dantons Tod (Berlin, Deutsches Theater) (mit F. Kortner)
B. Brecht: Im Dickicht der Städte (Berlin, Deutsches Theater)
- 1925:

W. Shakespeare: Coriolan (Berlin, Lessingtheater, Gastspiel Deutsches Theater) (mit F. Kortner)
J. Romains: Dr. Knock (Berlin, Deutsches Theater) (mit Helene Weigel)
G. B. Shaw: Man kann nie wissen (Berlin, Deutsches Theater) (mit Grete Mosheim)
J. Romains: Dr. Knock (München, Kammerspiele)
- 1926:

M. Donnay: Lysistrata (Berlin, Kammerspiele, Deutsches Theater) (mit Grete Mosheim)
J. Romains: Dr. Knock (Hamburg, Kammerspiele) (mit Gustaf Gründgens)
W. Hasenclever: Mord (Berlin Deutsches Theater)
N. Coward: Weekend (Berlin, Kammerspiele, Deutsches Theater)
G. B. Shaw: Androkulus und der Löwe (Berlin, Deutsches Theater) (mit Curt Goetz)
F. Wedekind (bearb. E. Engel): Lulu (Berlin, Staatliches Schauspielhaus) (mit F. Kortner, A. Wäscher, Gerda Müller)
P. Kornfeld: Kilian oder die gelbe Rose (Berlin, Staatliches Schauspielhaus)
- 1927:

G. B. Shaw: Der Arzt am Scheideweg (Berlin, Deutsches Theater) (mit Werner Krauß, Ernst Deutsch) BB: C. Neher
F. Wedekind: Musik (Berlin, Schillertheater) BB: E. Pirchan
F. Joachimson: Fünf von der Jazzband (Berlin, Staatliches Schauspielhaus) BB: C. Neher
F. Grillparzer: Weh dem, der lügt (Berlin, Schillertheater) BB: E. Pirchan
- 1928:

B. Brecht: Mann ist Mann (Berlin, Volksbühne) (mit H. George) BB: K. Neher
H. Ibsen: Gespenster (Berlin, Staatliches Schauspielhaus) (m. F. Kortner, Lucie Höflich) BB: C. Klein
L. Feuchtwanger: Kalkutta, 4. Mai (Berlin, Staatliches Schauspielhaus) (m. R. Forster) BB: C. Neher, M: Eisler
B. Brecht: Die Dreigroschenoper (Berlin, Theater am Schiffbauerdamm) BB: C. Neher, M: K. Weill
H. Ungar: Der rote General (Berlin Theater i. d. Königgrätzer Straße) (m. F. Kortner) BB: C. Neher
W. Shakespeare (bearb. Ernst Kannitzer): Der Londoner verlorene Sohn (Berlin, Schillertheater) (m. V. Harlan, Steinrück) BB: R. Neppach
- 1929:

L. Frank: Karl und Anna (Berlin Staatliches Schauspiel) (m. Käthe Dorsch, O. Homolka, H. George) BB: C. Neher
H. Meisel: Störungen (Berlin, Staatliches Schauspiel) (m. Elsa Wagner) BB: B. Klein
G. Kaiser: Kolportage (Berlin Komödie) BB: E. Schütte, M: W.
St. J. Ervine: Die erste Mrs. Selby (Berlin, Theater i. d. Königgrätzer Straße) (m. Fritzi Massary, P. Hörbiger)
H. Ungar: Gartenlaube (Berlin, Theater am Schiffbauerdamm) (m. E. Ponto, Theo Lingen) BB: C. Neher
- 1930: F. Joachimson: Wie werde ich reich und glücklich (Berlin, Komödie) (m. H. Rühmann) BB: L. Kainer
- 1935: W. Shakespeare: Maß für Maß (Berlin, Deutsches Theater) BB: E. Schütte, M: F. Steinkopf
- 1937: W. Shakespeare (Bühnenfassung E.Engel) Coriolan (Berlin, Deutsches Theater) (m. E. Balser, P. Verhoeven. Mary Dietrich) BB: C. Neher
- 1938:

W. Shakespeare (Bühnenfassung E. Engel): Der Sturm (Berlin, Deutsches Theater) BB: C. Neher, M: Wolfgang Zeller
H. v. Kleist: Amphitryon (Salburger Festspiele, Eröffnung) (m. F. Marian, E. Flickenschildt) BB: St. Hlawa
G.B. Shaw: Mensch und Übermensch (Berlin, Deutsches Theater) (m F. Marian) BB: C. Neher
- 1939: W. Shakespeare (Bühnenfassung E. Engel) Othello (Berlin, Deutsches Theater) (m. F. Marian, Angela Salloker, E. Balser) BB: C.Neher, M: E. Mausz
- 1940: Calderon d.l.Barca: Dame Kobold (Berlin, Deutsches Theater) BB: C. Neher, M: E. Mausz
- 1941: G. B. Shaw: Man kann nie wissen (Berlin, Deutsches Theater) BB: C. Neher
- 1945: Th. Wilder: Unsere kleine Stadt (München, Kammerspiele) BB: C. Hausmann
- 1946:

W. Shakespeare: Der Sturm (München, Kammerspiele) BB: Eduard Sturm (Bühnenfassung E. Engel)
A. v. Ambesser: Das Abgründige in Herrn Gerstenberg (München, Kammerspiele) (m. A. V. Ambesser, P. Dahlke)
- 1947:

J. Romains: Dr. Knock (München, Kammerspiele) (m. W. Dohm) BB: W. Znamenacek
J. Anouilh: Eurydike (München, Kammerspiele) (m Maria Nicklisch) BB: W. Znamenacek
A. v. Ambesser: Das Abgründige in Herrn Gerstenberg (Berlin, Hebbeltheater) (m. Ambesser, Ernst Schröder)
- 1949:

B. Brecht: Mutter Courage und ihre Kinder R. gemeinsam mit Brecht (Berlin, Deutsches Theater) BB: Teo Otto, H. Kilger, Kurt Palm, M: Paul Dessau. (m. Weigel, Hurwicz, Hinz, Esser...)
B. Brecht: Herr Puntila und sein Knecht Matti R. gemeinsam mit Brecht (Berlin, Deutsches Theater, Gastspiel Berliner Ensemble) (Steckel, Geschonneck, Trowe, Lut BB: C. Neher, K. Palm, M. Paul Dessau)
- 1957: B. Brecht: Leben des Galilei (Berlin, Berliner Ensemble) B: Nach Entwürfen C. Neher, M: H. Eisler
- 1960:  B. Brecht: Die Dreigroschenoper (Berlin, Berliner Ensemble) BB: K. v. Appen, M: Kurt Weill
- 1963:  B.Brecht: Schweyk im Zweiten Weltkrieg (Berlin, Berliner Ensemble) R. m. Wolfgang Pinzka, M: H. Eisler

## Schriften
- mit Robert A. Stemmle: Affäre Blum. Rowohlt, Reinbek bei Hamburg um 1970.
- Schriften Über Theater und Film. Henschel, Berlin 1971.
- Schriften über Theater und Marxismus. Reflexionen, Bekenntnisse, Arbeitserfahrungen. Kindler, München 1972, ISBN 3-463-00533-6.